# Demon Copperhead
Demon Copperhead – powieść Barbary Kingsolver, wydana 18 października 2022 roku. Powieść sprzedała się w ponad 3 milionach egzemplarzy i została nagrodzona Nagrodą Pulitzera. Powieść stanowi uwspółcześnioną wersję Davida Copperfielda Charlesa Dickensa. 
Bohaterem powieści Kingsolver jest Dasmon Fields (znany również jako Demon Copperhead), urodzony w skrajnej biedzie w amerykańskich południowych Appalachach. Demon przechodzi przez bezduszny system opieki społecznej, toksyczne relacje, staje się też ofiarą epidemii uzależnienia od opioidów.
Aby oddać dobrze drogę do uzależnienia i cierpienie z tym związane, Kingsolver wysłuchała wiele historii osób uzależnionych od opioidów. Kontakt z nimi nawiązała przez Art Van Zee, lekarkę z Wirginii, która wcześnie ostrzegała o społecznych problemach związanych z nadużyciem tych substancji. Podobnie jak tytułowy bohater Demona Copperheada, wszyscy rozmówcy Kingsolver weszli w uzależnienie, zażywając legalne, przepisane na receptę substancje i wypełniając wskazania lekarskie. Wiele z ich historii zostało wprost ujęte w książce, dlatego Kingsolver miała dużą potrzebę odwdzięczenia się swoim rozmówcom.
Zyski ze sprzedaży książki oraz z nagród zostały przez autorkę przeznaczone na ufundowanie Higher Ground Women’s Recovery Residence – centrum odwykowego dla kobiet w hrabstwie Lee, gdzie dzieje się akcja powieści. Centrum oferuje miejsca dla 12 kobiet, które otrzymają również wsparcie terapeutyczne i możliwość zdobycia edukacji. Intencją Kingsolver było praktyczne wsparcie społeczności hrabstwa Lee oraz regionu, z którego sama pochodzi i okazanie wdzięczności ludziom, którzy podzieli się z nią swoimi historiami uzależnienia, kiedy pracowała nad książką. 

## Powiązania z Davidem Copperfieldem
Damon Copperhead to uwspółcześniona wersja XIX-wiecznej powieści Charlesa Dickensa. Pomysł przyszedł do Kingsolver w 2018 roku, kiedy podczas trasy promocyjnej książki Unsheltered zanocowała w pensjonacie Bleak House, gdzie Dickens napisał dużą część swojej powieści. Przebywając w gabinecie pisarza, Kingsolver rozmyślała o Davidzie Copperfieldzie i o tym, w jaki sposób pisarz umieścił w nim wątki biograficzne, oraz w jaki sposób skłonił wiktoriańską publiczność do czytania z zainteresowaniem o trudnych wątkach obyczajowych i społecznych (o których w innych okolicznościach nie chcieliby słuchać). Pisarka szukała wtedy sposobu na opowiedzenie historii o epidemii opioidowej w Appalachach i o wykluczeniu, którego doświadcza tamtejsza społeczność (i z której wywodzi się sama Kingsolver). Jak twierdzi, zapytała wtedy Dickensa, jak to zrobić i uzyskała od niego radę, żeby historię opowiedziało dziecko, ponieważ nikt nie wątpi w dzieci. Tej nocy zaczęła pisać przy tym samym biurku, przy którym niegdyś pracował pisarz. 

## Nagrody i wyróżnienia
- Nagroda Pulitzera (wspólnie z powieścią Zaufanie Hernana Diaza), 2023[7]
- Women’s prize for fiction, 2023[8]
- James Tait Black Prize, 2023[9]
- Lista 10 najlepszych książek 2022 roku The Washington Post[10]
- Lista 10 najlepszych książek 2022 roku The New York Times[11]
- 61. miejsce na liście 100 najlepszych książek XXI wieku The New York Times[12]